# Pression lithostatique
 (janvier 2024).
La forme ressemble trop à un extrait de cours et nécessite une réécriture afin de correspondre aux standards de Wikipédia.
La pression lithostatique constitue une généralisation aux milieux rocheux solides du concept de pression hydrostatique s'appliquant aux milieux liquides et gazeux.

## Équilibre hydrostatique
Lorsqu'on étudie la structure interne des planètes de type tellurique, on néglige souvent le déviateur des tensions et on admet que la distribution des masses internes est fournie par l'équation hydrostatique :
{\displaystyle \mathrm {d} P=\rho .g.\mathrm {d} z\!},
où
- P désigne la pression hydrostatique (ou lithostatique),
- z la profondeur,
- ρ la masse volumique (ou densité en jargon géophysique),
- et g l'accélération gravifique ou, plus généralement, l'accélération de la pesanteur ;
- dP et dz sont des différentielles de P et de z, respectivement.

L'hypothèse de l'équilibre hydrostatique se justifie ainsi : lorsqu'on soumet un matériau solide à des forces extérieures engendrant des contraintes de cisaillement dont les valeurs dépassent les forces de cohésion internes du matériau, ce dernier cesse de résister à tout effort qui tend à le faire changer de forme, et selon sa nature et l'environnement dans lequel il se trouve, il se casse ou il flue. Pour les roches non fissurées ordinaires, ce seuil de résistance est de l'ordre d'un kilobar (1 kbar = 108 Pa). On se fait une idée plus précise de ce que cette contrainte représente en constatant qu'elle correspond à un poids de dix kilogrammes-force distribué sur une section plane d'un millimètre carré. Il s'ensuit que les différences |σ2 – σ1|, |σ3 – σ2|, |σ1 – σ3| des contraintes principales caractérisant l'état de contrainte du matériau en un point, ne peuvent pas dépasser des valeurs de l'ordre du kilobar. 
Par contre, la contrainte moyenne,
{\displaystyle \sigma ={\frac {1}{3}}(\sigma _{1}+\sigma _{2}+\sigma _{3})},
représente, au signe près, la pression moyenne ou octaédrale,
{\displaystyle {\overline {P}}=-\sigma },
dont la valeur n'est pas limitée par le seuil de résistance de la roche à la profondeur z, mais croît en valeur absolue avec le poids de la colonne des roches situées au-dessus de cette profondeur. L'état hydrostatique étant caractérisé par les relations
{\displaystyle \sigma _{1}=\sigma _{2}=\sigma _{3}\!},
la pression octaédrale se confond pour un tel état avec la pression hydrostatique P, encore appelée pression lithostatique s'il s'agit de roches solides. Par conséquent, l'hypothèse d'un équilibre hydrostatique ou lithostatique correspondra d'autant mieux à la réalité que σ sera grand par rapport à la plus grande des valeurs |σi – σj |, pour i ≠ j, (i, j) ∈ [1 ; 3]².

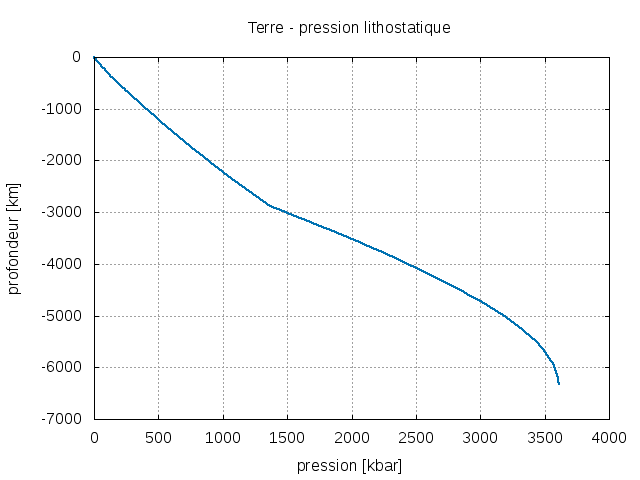
Profil de la pression lithostatique de la Terre depuis la surface jusqu'au centre

Il est clair que nous pouvons employer l'équation hydrostatique pour estimer l'ordre de grandeur de σ à différentes profondeurs et utiliser, pour ce faire, des valeurs constantes pour la densité et la gravité, pourvu que ces dernières représentent des valeurs réalistes pour la Terre ou la planète tellurique envisagée. En prenant ainsi ρ = 3 300 kg/m³ et g = 10 m/s², on trouve
- P = 10 kbar vers z = 30 km,
- P = 100 kbar vers z = 300 km, et
- P = 1 Mbar vers z = 3 000 km.

Ces valeurs montrent que les conditions réelles à l'intérieur de la Terre ne peuvent guère s'écarter très fort de l'équilibre hydrostatique, sauf dans les couches externes de la lithosphère.
La détermination du champ de pesanteur de la Terre au moyen de l'observation des orbites de satellites artificiels a effectivement montré que sans être une figure d'équilibre parfaite, la forme de la Terre ne s'écarte que légèrement d'une telle figure. Signalons toutefois que l'hypothèse d'un équilibre hydrostatique global est nettement moins justifiée pour des planètes ou des corps planétaires solides beaucoup plus petits que la Terre. Dans le cas de la Lune par exemple, la pression centrale est seulement d'environ cinquante kilobars, pression atteinte dans la Terre vers cent kilomètres de profondeur.
D'autre part, il est important de comprendre que ces considérations sont valables pour étudier la structure barotropique de la Terre sous des conditions statiques. Dans le cas de transformations piézotropiques impliquées dans les mouvements se produisant à l'intérieur de la Terre, il convient de considérer le tenseur des contraintes dans son ensemble, et surtout le déviateur des contraintes. Le concept de pression lithostatique perd alors un peu de son utilité.